# Дзежбін
Дзежбін (пол. Dzierzbin) — село в Польщі, у гміні Мицелін Каліського повіту Великопольського воєводства.
Населення — 509 осіб (2011).
У 1975-1998 роках село належало до Каліського воєводства.

## Демографія
Демографічна структура станом на 31 березня 2011 року:
|          | Загалом | Допрацездатний вік | Працездатний вік | Постпрацездатний вік |
| -------- | ------- | ------------------ | ---------------- | -------------------- |
| Чоловіки | 257     | 50                 | 185              | 22                   |
| Жінки    | 252     | 43                 | 157              | 52                   |
| Разом    | 509     | 93                 | 342              | 74                   |